# 卡瓦喬區
卡瓦喬區（西班牙語：Distrito de Cahuacho），是秘魯的一個區，位於該國南部阿雷基帕大區的卡拉韋利省，始建於1935年2月22日，面積1,412.1平方公里，海拔高度3,340米，2005年人口952，人口密度每平方公里0.67人。